# Aimée Söhngenová
Princezna Aimée Oranžsko-Nasavská van Vollenhoven-Söhngen (Aimée Leonie Allegonde Marie van Vollenhoven-Söhngen, * 18. října 1977 Amsterdam) je manželka prince Florise Oranžsko-Nasavského, van Vollenhovena, nejmladšího syna nizozemské princezny Margriet a Pietera van Vollenhovena.

## Mládí
Aimée Söhngenová se narodila v Amsterdamu jako dcera Hanse Söhngena a Eleonoor Stammeijerové. Má bratra Hanse a sestru Magali.
Princezna Aimée maturovala na Willem de Zwijger College v Bussumu. V roce 2002 promovala z Leidenské univerzity s titulem z obchodního práva.

## Manželství a rodina
Zasnoubení Aimée s princem Florisem bylo oznámeno 25. února 2005. Pár se vzal při civilním obřadu dne 20. října 2005 na radnici v Naardenu a při náboženském obřadu 22. října v Grote Kerk, rovněž v Naardenu. Svatební šaty Aimée byly navrhnuty Lidy de Joodeovou.
Protože je jí manžel princ Oranžsko-Nasavský, tak po svatbě získala titul Její Výsost princezna Oranžsko-Nasavská, van Vollenhoven. Floris neusiloval o schválení sňatku parlamentem, protože šance na to, že by se stal králem je minimální, takže když se oženil s Aimée, přišel o místo v linii následnictví nizozemského trůnu.
První dítě prince Florise a princezny Aimée, Magali Margriet Eleonoor van Vollenhoven, se narodila ve VU University Medical Center v Amsterdamu 9. října 2007. Je pojmenována po sestře Aimée, Magali Söhngenové, její matce Eleonoor a princezně Margriet. Jejich druhé dítě, Eliane Sophia Carolina van Vollenhoven, se narodila 5. července 2009 ve VU University Medical Center v Amsterdamu. Jejich třetí dítě, syn jménem Willem Jan Johannes Pieter Floris, se narodil v HMC Bronovo v Haagu 1. července 2013.

## Kariéra
V letech 2010 až 2015 princezna Aimée pracovala pro ANWB (marketing a prodej) ve svém sídle v Haagu. Předtím pracovala pro banku a pro Pon Holdings BV v oblasti marketingu a komunikace.